# Pedro Cornel III
Pedro Cornel III fue un caballero del linaje aragonés de los Cornel. Jerónimo Zurita indica que era hijo de Gonzalo Ibáñez de Baztán y de Aldonza Cornel, hermana de Ximeno Cornel I. Era por tanto, sobrino materno de este último.

## Biografía
Los primeros registros de Pedro Cornel III datan de 1216. Era cuñado de Pedro de Ahones y cuando este murió en 1226 se alzó como jefe de la Ribagorza y el Sobrarbe y se unió a la nobleza aragonesa que se sublevó contra el rey. En 1227 se llegó a una concordia que finalizó el litigio y desde entonces fue consejero del rey Jaime I de Aragón junto con su tío Ximeno Cornel.
En 1229 era Alférez del reino de Aragón.
Participó en la Conquista de Mallorca en la hueste de la Casa de Aragón, formada por 150 caballeros, y de la que fue abanderado. Desde 1233 participó en la conquista de Valencia luchando en los sitios de Burriana, Valencia y Almenara, y en el año 1235 ya figura nombrado mayordomo del Reino de Aragón.

## Títulos y cargos
- 27 de abril de 1235: Petrus Cornelii, majordomus[1]
- 25 de junio de 1237: Dominus P. Cornelii, majordomus Aragone[2]
- 29 de diciembre de 1239: Petrus cornelli, majordomus Aragonie[3]
- 13 de diciembre de 1242: Petrus Cornelii, majordomus Aragone[4]
- 13 de octubre de 1249 Petrus Cornelii majordomus Aragone[5]
- 22 de febrero de 1251: Petrus Cornelli, majordomus Aragonum[6]
- 5 de abril de 1253: Petrus Cornelii, maiordomus Aragonum[7]
- 11 de abril de 1262: De regno Aragonum, Petro Cornelii, maiori dompno (...) Petrus Cornelii, maiordomus Aragone[8]